# Talikota
Tālīkota är en ort i Indien.   Den ligger i distriktet Bijāpur och delstaten Karnataka, i den södra delen av landet, 1 400 km söder om huvudstaden New Delhi. Tālīkota ligger 513 meter över havet och antalet invånare är 27 902.
Terrängen runt Tālīkota är platt, och sluttar söderut. Runt Tālīkota är det ganska tätbefolkat, med 199 invånare per kvadratkilometer. Tālīkota är det största samhället i trakten. Trakten runt Tālīkota består till största delen av jordbruksmark.